# 타임캅
《타임캅》(Timecop)은 미국에서 제작된 피터 하이암스 감독의 1994년 스릴러, 액션, SF 영화이다. 장 끌로드 반담 등이 주연으로 출연하였고 모쉬 다이아만트 등이 제작에 참여하였다.

## 출연

### 주연
- 장 끌로드 반담

### 조연
- 론 실버
- 미아 사라
- 글로리아 루벤

## 기타
- 원작자: 마이크 리처드슨
- 원작자: 마크 베하이든
- 공동제작: 토드 모이어
- 공동제작: 마릴린 밴스
- 라인프로듀서: 데이비드 A. 쉐퍼드
- 협력프로듀서: 마크 스쿤
- 협력프로듀서: 리처드 G. 머피
- 미술: 필립 해리슨
- 의상: 다니엘 J. 레스터
- 의상: 카렌 L. 매튜스
- 배역: 페니 페리